# Guy Krohg
Guy Krogh, född 27 juli 1917, död 19 oktober 2002, var en norsk konstnär.
Guy Krogh var son till Per Krohg. Trots lärdomar från fadern utvecklades hans konst självständigt från denne. Guy Kroghs stol var mera dekorativ än monumental, tecknande och förenklande, hans bildsyn var ofta egen men inte tillspetsad som faderns. Guy Krogh utförde oljemålningar, flera dekorativa utsmyckningar, bland annat Stavangers krematorium (fresker, järnsmide, emaljarbete), vidare mosaiker, glasmålningar samt teaterdekorationer.